# Helena Lucić Šego
Helena Lucić Šego je mezzosopran.  

## Biografija
Rođena je u Frankfurtu na Majni 1978. Studirala je germanistiku i komparativnu književnost na Filozofskom fakultetu u Zagrebu, a u lipnju 2005. diplomirala je pjevanje na Muzičkoj akademiji u Zagrebu u klasi doc. Lidije Horvat-Dunjko. Pohađala je majstorske tečajeve za francusku operu u Beču kod Axelle Gall, i zaMozartovu opernu glazbu kod Olivere Miljaković, kod koje se usavršava. 

## Nastupi
Sudjelovala je na ljetnoj školi za barkonu glazbu i ples "Aestas Musica" pod vodstvom Catherine Mackintosh i Laurencea Cummingsa u Varaždinu. 
2001. debitirala je u HNK-u u Zagrebu u Puccinijevim jednočinkama "Suor Angelica" i "Gianni Schicchi", a 2002. pjevala je na svjetskoj praizvedbi suvremene verzije Cavallijeve opere "Pompeo Magno" na otvaranju Varaždinskih baroknih večeri pod vodstvom Paula Esswooda. Zapažen nastup imala je na Muzičkom biennalu Zagreb (2003.) u operi Životinjska farma Igora Kuljerića kao Mollie, a u osječkom HNK je u sezoni 2002/03 i 2003/04 pjevala ulogu Cherubina u Mozartovu "Figarovu piru". 2004. nastupala je u zagrebačkom HNK u Ravelovoj operi "Dijete i čarolije" u ulogama Mačke i Vjeverice. 2005. pjevala je ulogu Lobela na otvorenju Splitskog ljeta u dramskom oratoriju "Prijenos Sv.Dujma" J. Bajamontija pod ravnanjem Mo.Dešpalja.
2006. u osječkom HNK pjevala je ulogu Nancy u operi "Martha" F.von Flotowa, u zagrebačkom HNK u sezoni 2006/07 nastupala je kao Lola u Mascagnievoj "Cavalleria Rusticana", te kao Rosina u Rossinijevom "Seviljskom brijaču". Od 2004-2006.god. je stipendistica CEE- Musiktheater /Deutsche Bank u Beču.
U splitskom HNK nastupala je kao Siebel u Gounodovom "Faustu", a u riječkom kao Rosina u Rossinijevom "Seviljskom brijaču".
2007. nastupila je u hvaljenoj produkciji Cimarosinog "Matrimonio segreto" u ulozi Fidalme na ljetnom festivalu u austrijskom Schärdingu. U zagrebačkom HNK je između ostalog nastupala kao Rosina u Rossinijevom "Seviljskom brijaču", Mathilde u Poulencovim "Razgovorima Karmelićaniki", kao Mercedes u Bizetovoj "Carmen", Ciesca u Puccinijevom "Gianni Schicchi", kao Messagiera/ Speranza u Monteverdijevom "L'Orfeo", kao Pepeljuga u istomenoj Rossinijevoj operi, Orlofsky u Straußovom "Šišmišu", te kao Adalgisa u Bellinijevoj operi "Norma". 2012. debitirala je u zagrebačkom HNK kao Bizetova Carmen i kao Mintije u operi "Postolar od Delfta" B. Berse.
Kao solist surađivala je između ostalog sa zborom i orkestrom HRT-a, Durbovačkim simfonijskim orkestrom, Hrvatskim komornim orkestrom, ansamblom za suvremenu glazbu Cantus te sudjeluje na festivalima Orgulje Heferer i Organum Histriae i redovito nastupa s Hrvatskim baroknim ansamblom.

## Uloge
- Mollie, opera "Životinjska farma", Igor Kuljerić
- Cherubino, opera "Figarov pir", W. A. Mozart
- Mačka i vjeverica, opera "Dijete i čarolije", M. Ravel
- Lobel, dramski oratorij "Prijenos Sv.Dujma", J. Bajamonti
- Siebel, opera "Faust", Ch. Gounod
- Nancy, opera "Martha", F.von Flotow
- Lola, opera "Cavalleria Rusticana", P. Mascagni
- Rosina, opera "Seviljski brijač", G. Rossini
- Fidalma, opera "Matrimonio segreto", D. Cimarosa
- Mathilde, opera "Razgovori Karmelićaniki", F. Poulenc
- Carmen i Mercedes, opera "Carmen", J. Bizet
- Ciesca, opera "Gianni Schicchi", G. Puccini
- Messagiera/Speranza, opera "L'Orfeo, C. Monteverdi
- Angelina, opera "Pepeljuga", G. Rossini
- Orlovsky, opereta "Šišmiš", J. Strauss
- Adalgisa, opera "Norma", V. Bellini
- Mintje, opera "Postolar od Delfta", B. Bersa
- Hänsel, opera "Hänsel und Gretel", E.Humperdinck
- Smeraldina, opera "Zaljubljen u tri naranče", S.Prokofjev
- Marcellina, opera "Figarov pir", W. A. Mozart
- Flora, opera "La Traviata", G.Verdi